# Alejandro Mon y Menéndez
Alejandro Mon y Menéndez (Oviedo, 26 de febrero de 1801 - Ibid. 1 de noviembre de 1882) fue un político y jurista español, ministro de Hacienda en varias ocasiones (1837-1838, 1844-1846, 1846-1847, 1848-1849 y 1857-1858) y Presidente del Consejo de Ministros de España en 1864. 
Es célebre por la reforma tributaria que acometió en 1845 para racionalizar y modernizar la Hacienda española.

## Biografía
Era uno de los tres hijos de Miguel Mon y Miranda y Francisca Menéndez de la Torre. Estaba casado con Rosa Martínez, de quien tuvo a su único hijo Alejandro Mon y Martínez.

## Ministro de Hacienda
Cursó los estudios de Derecho en la Universidad de Oviedo. Inquieto por la actividad política, fue vicepresidente de las Cortes Generales y durante la Regencia de María Cristina fue nombrado Ministro de Hacienda en 1837 hasta 1838 y de nuevo con Narváez en 1844 a 1846 durante el cual afronta la grave crisis económica de la hacienda pública como consecuencia de la Primera Guerra Carlista. Por un breve lapso de tiempo deja el Ministerio, hasta que vuelve a ser nombrado por Francisco Javier de Istúriz hasta 1847 durante la Década Moderada del reinado de Isabel II cuando es nombrado Presidente del Congreso de los Diputados. En 1849 y 1857 vuelve a ser Ministro de Hacienda por cortos períodos. En 1859, firmó el Tratado de Mon-Almonte con el entonces emisario mexicano en España Juan Nepomuceno Almonte, durante los inicios de la Guerra de Reforma.
Su paso por el Ministerio de Hacienda es recordado como el más importante del siglo XIX español. La simplificación y modernización que llevó a cabo en el sistema tributario, llamada Reforma Mon-Santillán (por Ramón de Santillán), colocó a España entre los países de su entorno en esa materia y su sombra ha perdurado hasta la actualidad. También se le recuerda por promover la modernización de la economía española, apostando por el ferrocarril y las industrias transformadoras.

## Presidente
Después será embajador de España en Roma y París y rehusará las ofertas para volver a la política activa hasta que el 1 de marzo de 1864 es nombrado Presidente del Consejo de Ministros sustituyendo a Lorenzo Arrazola en el periodo de crisis de la Unión Liberal y que sólo durará nueve meses, aunque en su haber se encontrará haber incorporado por vez primera al gabinete a una de las figuras más influyentes de la vida política española tras la restauración borbónica como fue Antonio Cánovas del Castillo.
Después la revolución de 1868 se separó de la vida política de manera definitiva aunque fue nombrado senador vitalicio en 1876.

## Vida intelectual
Alejandro Mon fue uno de los políticos españoles más respetados de su tiempo, siendo miembro fundador de la Real Academia de Ciencias Morales y Políticas.
| Predecesor: Lorenzo Arrazola | Presidente del Consejo de Ministros de España 1 de marzo de 1864 - 16 de septiembre de 1864 | Sucesor: Ramón María Narváez |

| Predecesor: Francisco de Paula Orlando | Ministro de Hacienda 1848-1849 | Sucesor: Juan Bravo Murillo |